# کامی‌ایچی، تویوما
کامی‌ایچی، تویوما (به لاتین: Kamiichi, Toyama) یک منطقهٔ مسکونی در ژاپن است که در Nakaniikawa District واقع شده‌است. کامی‌ایچی  ۲۳٬۰۲۶ نفر جمعیت دارد.